# OKBペイメントプラット
株式会社OKBペイメントプラット（オーケイビーペイメントプラット、OKB Payment Plat Co.,Ltd.）は、大垣共立銀行の系列会社であり、UCカードのブラザーズカンパニーであると共に三菱UFJニコス（MUFGカード）、JCBカードのフランチャイジーである。旧共立クレジット。

## 概要
大垣共立銀行の顧客基盤を基に主に岐阜県内でUCカード、MUFGカード、JCBカードの発行、加盟店の獲得をしている。
過去にはシティカードジャパンと共同で「共立ダイナースカード」も発行していた。

## 沿革
- 1983年（昭和58年）7月15日 - 共立クレジット株式会社（きょうりつクレジット）を設立[2]。
- 2019年（平成31年）3月1日 - 株式会社OKBペイメントプラットに商号変更、本社を大垣市から名古屋市に移転[3]。
- 2022年（令和4年）3月1日 - 本社を大垣市に移転